# Elporia barnardi
Elporia barnardi är en tvåvingeart som först beskrevs av Edwards 1912.  Elporia barnardi ingår i släktet Elporia och familjen Blephariceridae. Inga underarter finns listade i Catalogue of Life.